# Phrynarachne pusiola
Phrynarachne pusiola là một loài nhện trong họ Thomisidae.
Loài này thuộc chi Phrynarachne. Phrynarachne pusiola được Eugène Simon miêu tả năm 1903.